# Босмины
Босмины (лат. Bosmina) — род мелких планктонных ракообразных из семейства Bosminidae надотряда ветвистоусых (Cladocera). Размеры колеблются в диапазоне 0,3—0,7 мм. Все представители — фильтраторы, питающиеся одноклеточными водорослями, инфузориями и другими микроорганизмами. Сами являются жертвами рыб и других хищников (как позвоночных, так и беспозвоночных, например, Leptodora). Характерно наличие нескольких выростов карапакса: мукро (вентральный) и антеннула, которые, вероятно, несут защитную функцию. Босмины являются ярким примером организмов, которым свойственна фенотипическая пластичность.